# Siobhan (band)
Siobhan was een Nederlandse popband en speelde voornamelijk Europop.

## Geschiedenis
Siobhan werd opgericht door zangeres Petra Lugtenburg en zanger-gitarist Hans Croon. Lugtenburg was voormalig zangeres van de Haarlemse newwaveband Cloud Nine. Croon was afkomstig uit de Nederlandse newwaveband The Dutch, die in 1987 had besloten zichzelf op te heffen na het uitblijven van verder succes. De overige bandleden van The Dutch voegden zich ook bij Siobhan: Bert Croon (zang, toetsenist), Jan de Kruijf (bas), Klaas Jonkmans (drums) en (gast)gitarist Frans Heessels.
In 1989 verscheen het eerste en enige album Songs from the Well via Idiot Records. Het album werd geproduceerd door Jan de Kruijf en Willem Wisselink. Van dit album verscheen in 1989 ook de enige single Paris Rendezvous.

## Discografie
Album
- 1989: Songs from the Well

Single
- 1989: Paris Rendez-vous, nr. 61 in de Single Top 100